# Teresa Giner
Teresa Giner (Castellón de la Plana, Valencia, siglo XIX-siglo XX) fue una política feminista española.

## Biografía
Teresa Giner fue una dama de clase media alta, afiliada y propagandista del Partido Republicano Radical además de miembro de la Agrupación Femenina Radical en Castellón de la Plana, que llegó a ser elegida presidenta del distrito 4 de la ciudad. 
Con motivo de la presentación de las Agrupaciones Femeninas en su intervención en un mitin celebrado en el cine Capitol de Castellón en 1932, afirma, de acuerdo con el papel que el Partido Republicano atribuye a la donación, que el principal motivo que le llevó a aceptar la presidencia fue el de poder socorrer a las personas económicamente necesitadas. En este mismo acto, al producirse en nombre del partido el juramento de la bandera distintiva de l'Agrupació Femenina, afirma que

"Esta bandera que nos entrega el Partido Republicano Radical, no hay que mirarla solamente, esta bandera la tenemos que amar, al igual que las madres aman a sus hijos".

Manifestando así el sentir del republicanismo radical en el que las mujeres tenían que contribuir a la labor de socialización de los valores políticos de la República. 
El marzo de 1933 fue una de las primeras que se incorporó al comité local de Castelló del partido a cargo de Dolores Climent y Carmen Avinent. Era la primera vez que se institucionalizó la presencia femenina en órganos decisorios del partido.
En las elecciones generales de 1933 participó en las reuniones con compañeros del Partido Radical. A pesar de que el voto femenino era defendido por muchas mujeres radicales, la presencia de las mujeres en las listas electorales preocupaba a los radicales. De hecho, Teresa Giner, en un mitin pronunciado en Almassora, manifestaba que era lamentable el hecho de que se hubiera donado el voto a la mujer ya que tan inclinada estaba  al clericalismo que en vez de ilustrarla procuraba mantenerla en la ignorancia.